# اندرو اوموبامیدل
اندرو اوموبامیدل (انگلیسی: Andrew Omobamidele؛ زادهٔ ۲۳ ژوئن ۲۰۰۲) بازیکن فوتبال اهل جمهوری ایرلند است که در حال حاضر برای باشگاه فوتبال ناتینگهام فارست بازی می‌کند. 
از باشگاه‌هایی که در آن بازی کرده است می‌توان به باشگاه فوتبال نوریچ سیتی اشاره کرد.
وی همچنین در تیم‌های ملی فوتبال زیر ۱۷، ۱۸، ۱۹ و  ۲۱ سال جمهوری ایرلند و همچنین بزرگسالان جمهوری ایرلند بازی کرده است.